# Lettische Badmintonmeisterschaft 2015
Die Lettische Badmintonmeisterschaft 2015 fand vom 31. Januar bis zum 1. Februar 2015 in Salaspils statt.

## Medaillengewinner
| Disziplin    | Gold                            | Silber                              | Bronze                          |
| ------------ | ------------------------------- | ----------------------------------- | ------------------------------- |
| Herreneinzel | Niks Podosinoviks               | Toms Preinbergs                     | Reinis Krauklis                 |
| Dameneinzel  | Monika Radovska                 | Kristīne Šefere                     | Ieva Pope                       |
| Herrendoppel | Edijs Līviņš Toms Preinbergs    | Andis Bērziņs Dāvis Lozda           | Didzis Gureckis Pauls Gureckis  |
| Damendoppel  | Ieva Pope Kristīne Šefere       | Liāna Lenceviča Jekaterina Romanova | Terēze Balode Diāna Stognija    |
| Mixed        | Reinis Krauklis Kristīne Šefere | Pauls Gureckis Jekaterina Romanova  | Didzis Gureckis Monika Radovska |